# Jeremiewicze (wieś)
Jeremiewicze (biał. Ерамеевічы, Jeramiejewiczy; ros. Еремеевичи, Jeriemiejewiczi) – wieś na Białorusi, w obwodzie grodzieńskim, w rejonie lidzkim, w sielsowiecie Tarnowszczyzna, nad ramienem Dzitwy.

## Historia
W XIX i w początkach XX w. położone były w Rosji, w guberni wileńskiej, w powiecie lidzkim.
W dwudziestoleciu międzywojennym leżały w Polsce, w województwie nowogródzkim, w powiecie lidzkim. Do 11 kwietnia 1929 w gminie Honczary, a po jej zniesieniu w gminie Tarnowo/Białohruda. W 1921 miejscowość liczyła 99 mieszkańców, zamieszkałych w 21 budynkach, w tym 67 Polaków, 29 Białorusinów i 3 osoby innej narodowości. 69 mieszkańców było wyznania rzymskokatolickiego i 30 prawosławnego.
Po II wojnie światowej w granicach Związku Sowieckiego. Od 1991 w niepodległej Białorusi.